# Behati Prinsloo
Behati Prinsloo Levine (née le 16 mai 1988) est un mannequin namibien. Elle a représenté la collection Pink de la marque de lingerie Victoria's Secret. Depuis 2009, elle est un «Ange» de la marque Victoria's Secret (qualification marketing  utilisée par cette marque pour ses mannequins les plus notoires).

## Biographie

### Enfance
Behati Prinsloo est née le 16 mai 1988 à Grootfontein,,, où son père Boet était pasteur et sa mère tenait un gîte. Behati grandit dans une famille afrikaner et fut éduquée dans un milieu bilingue anglais-afrikaans.
Behati Prinsloo explique avoir été découverte dans un supermarché au Cap par un photographe qui lui demanda si elle était mannequin. Après une séance photo à l'agence de ce dernier, elle est repérée par Sarah Doukas - fondatrice de l'agence Storm -, qui l'invite à Londres où elle signe son premier contrat, débutant ainsi sa carrière dans le mannequinat.

### Carrière
Elle apparaît en couverture de l'édition italienne du magazine Muse, du Telegraph magazine, ainsi que du Vogue russe de février 2007, et du magazine américain Velvet de juin 2007.
Elle participe aux campagnes publicitaires des marques Adore, Aquascutum, Chanel, H&M, Hugo Boss, Lacoste, Marc by Marc Jacobs, et Nina Ricci.  Elle a défilé pour Prada, Paul Smith, Shiatzy Chen, Vera Wang, Marc Jacobs, Proenza & Schouler, Versace, Chanel, et DKNY.
En 2008, elle apparaît dans le clip Rich Girls du groupe The Virgins.
Behati Prinsloo défile pour Victoria's Secret depuis 2007 et devient un Ange de la marque en 2009, après avoir été l'égérie de leur ligne Pink en 2008. Elle est le visage de leur parfum Victoria, et représente le t-shirt bra.
Elle a fait une apparition dans la saison 3 épisode 9 de la série Hawaii 5-0 en 2013 en jouant son propre rôle de mannequin Victoria Secret.
En 2012, elle devient l'égérie de la marque de maillots de bain Seafolly,,,.
En 2013, elle crée une gamme de vêtements en collaboration avec la marque THVM,. La même année, elle pose en couverture du GQ Mexique.
En 2014, elle se situe à la 12e place dans le classement des mannequins les plus sexy, réalisé par le site models.com.
En 2014, elle apparaît dans le clip Animals de Maroon 5, groupe pop de son compagnon. Elle réitère l'expérience en 2018 dans le clip Girls Like You accompagnée de sa fille Dusty Rose.

## Vie privée
Depuis juin 2012, Behati Prinsloo est en couple avec Adam Levine, le chanteur du groupe Maroon 5. Après une courte séparation, ils se fiancent en juillet 2013 et se marient à San José del Cabo au Mexique le 19 juillet 2014.
Le 10 mars 2016, elle annonce attendre son premier enfant. Sa fille est née le 21 septembre 2016. Le 13 septembre 2017, elle annonce attendre son deuxième enfant via un cliché posté sur le réseau social Instagram. Sa fille est née le 15 février 2018. Le 7 septembre 2022, elle annonce attendre son troisième enfant. Il naît en janvier 2023.